# Marian Czerwiński (komunista)

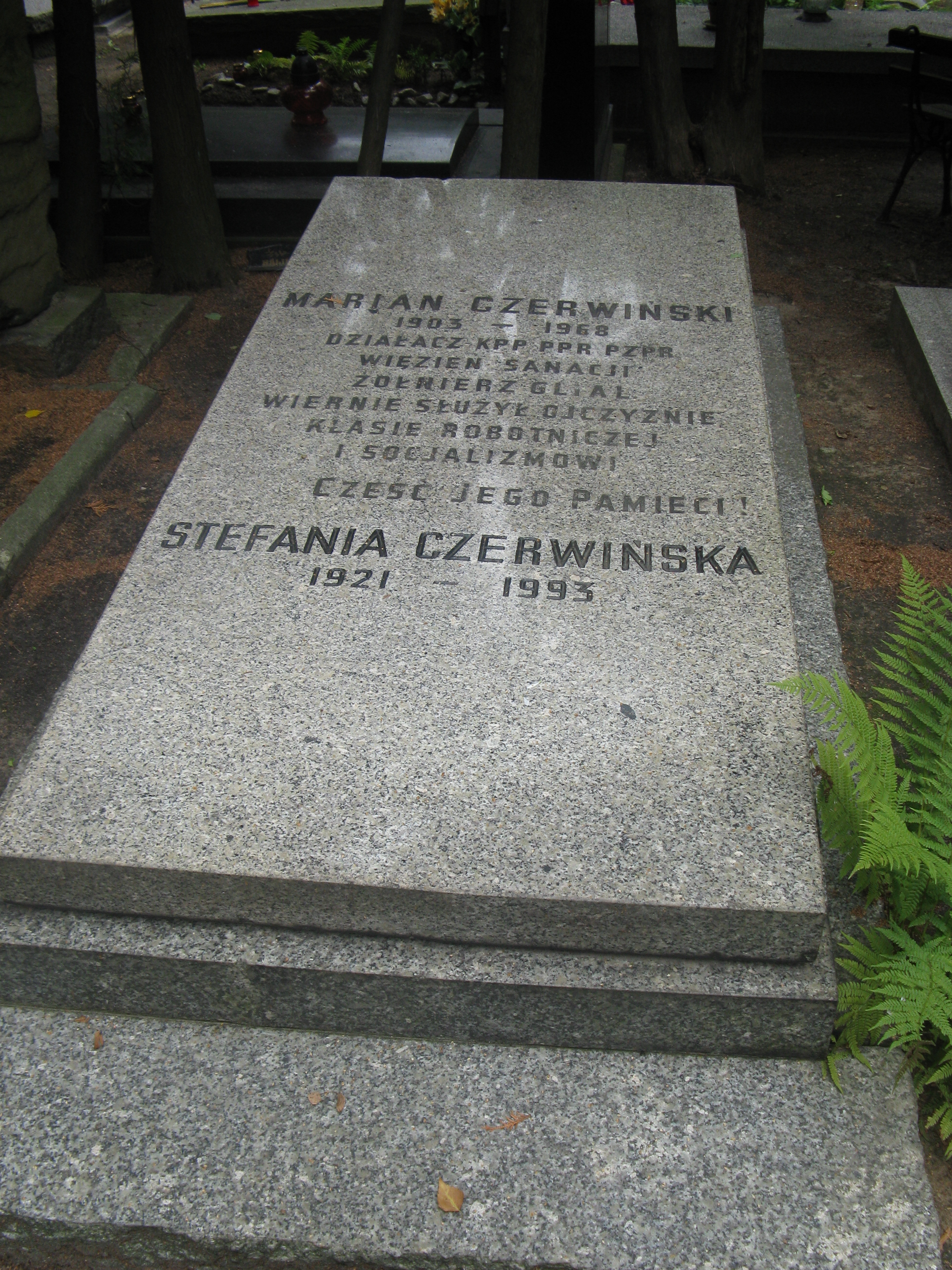
Grób Mariana Czerwińskiego na Cmentarzu Wojskowym na Powązkach

Marian Czerwiński pseud. Marian, Pielgrzym (ur. 8 maja 1903 w Oświęcimiu, zm. 10 lipca 1968 w Warszawie) – działacz KPP, sekretarz 4. Okręgu w II Obwodzie PPR, uczestnik wielu walk partyzanckich na Lubelszczyźnie.

## Życiorys
Od 12 roku życia pracował u gospodarza na roli, a od 20 – jako robotnik fabryczny. W 1929 wstąpił do KPP, wkrótce został sekretarzem Komitetu Dzielnicowego (KD) KPP w Oświęcimiu, a potem sekretarzem Podokręgu Chrzanów. Często aresztowany, więziony łącznie przez 5 lat. W 1936 trafił na rok do Berezy Kartuskiej. Z obozu przybył do Warszawy, gdzie otrzymał pracę jako robotnik budowlany.
W 1939 walczył w obronie Warszawy, a po klęsce przedostał się do ZSRR, gdzie do 1941 pracował w związkach zawodowych. W 1941 zgłosił się do Armii Czerwonej i walczył na froncie. Jesienią został skierowany wraz z innymi polskimi towarzyszami do szkoły politycznej przy Komitecie Wykonawczym Międzynarodówki Komunistycznej w Puszkino pod Moskwą, a następnie do Kusznarenkowa koło Ufy na przeszkolenie w zakresie działalności dywersyjno-bojowej, wywiadu, łączności radiowej, szyfrów i skoków spadochronowych.
Jesienią 1943 został przerzucony drogą lotniczą do polskiego oddziału partyzanckiego im. Tadeusza Kościuszki, działającego na terenach zabużańskich – na pograniczu Zachodniej Ukrainy i Zachodniej Białorusi. Prowadził przez pewien czas pracę ideowo-wychowawczą. Pod koniec 1943 w składzie jednej z grup Brygady im. Wandy Wasilewskiej przedostał się na Lubelszczyznę. W połowie stycznia 1944 dotarł do lasów parczewskich. Wkrótce objął stanowisko sekretarza 4 Okręgu PPR w II Obwodzie. Cały czas przebywał przy zgrupowaniu partyzanckim Armii Ludowej. Organizował rozbudowę sieci komórek partyjnych i działania bojowe oddziałów AL, brał udział w walkach na terenie całej Lubelszczyzny. Awansowany do stopnia majora i odznaczony Orderem Krzyża Grunwaldu III klasy. Po wojnie odznaczony również Orderem Sztandaru Pracy I klasy, Krzyżem Komandorskim Orderu Odrodzenia Polski i Krzyżem Partyzanckim.
Pochowany w Alei Zasłużonych na Wojskowych Powązkach (kwatera 27A-tuje-11).